# Socket G34
Socket G34はAMDが、Opteron 6000シリーズのために設計したCPUソケットである。最大4ソケットまでのシステム構成をサポートする。

## 採用製品
CPU
- AMD
  - K10
    - Magny-Cours

  - Bulldozer
    - Interlagos

  - Piledriver
    - Abu Dhabi

チップセット
- AMD
  - SR5600 Series